# آقاسی کانکانیان
آقاسی گارگینی کانکانیان (ارمنی: Աղասի Գարեգինի Քանքանյան؛  زادهٔ ۱۷ سپتامبر ۱۹۰۴ - درگذشته ۱۵ ژانویهٔ ۱۹۹۹) شیمی‌دان، استاد دانشگاه اهل ارمنستان بود.

## زندگی‌نامه
وی در ۱۷ سپتامبر ۱۹۰۴ در وان به دنیا آمد و دانشگاه دولتی ایروان (۱۹۲۸) فارغ‌التحصیل گشت. همچنین برندهٔ جوایزی همچون نشان پرچم سرخ کار و دانشمند شایسته ارمنستان شوروی () شده است. وی در ۱۵ ژانویهٔ ۱۹۹۹ در سن ۹۴ سالگی در ایروان درگذشت.

## یادداشت
1. ↑  քիմիական գիտությունների թեկնածու